# Red Dot
Red Dot Design Award (česky: Červená tečka – ocenění za design) je ocenění za produktový a komunikační design. Je udělována designovým centrem z německé spolkové země Severní Porýní-Vestfálsko, konkrétně ve městě Essen. Od roku 1955 mohou designéři a výrobci přihlašovat své produkty či jejich koncepty, výsledky jsou zveřejňovány na každoročním ceremoniálu. Soutěž se prezentuje zájmem o komplexní kvality designu, ovšem dokumentace přihlášených produktů, složení ani způsob práce poroty analýzy vedoucí k takovému hodnocení neumožňují.